# Felicia (Darkstalkers)
Felicia (フェリシア, Ferishia) est un personnage de jeu vidéo de la série de jeu de combat, Darkstalkers. Felicia est un personnage nekomini qui fait sa première apparition en 1994 dans Darkstalkers: The Night Warriors. Felicia est doublée au Japon dans la plupart des œuvres par Kae Araki, dans Project X Zone 2, c'est Kana Asumi qui s'occupe du doublage japonais.
Felicia est une femme-chat qui a été élevée par une religieuse de l'Église catholique nommée Rose. À la mort de Rose, Felicia quitte sa maison dans l'espoir de former un groupe et devenir une popstar. Elle rencontrera d'autres femmes-chats durant son voyage qui l'aideront à fonder son groupe,. 
En dehors de la série Darkstlakers, Felicia apparait en tant que personnage jouable dans plusieurs jeux, dont Capcom Fighting Jam, Cross Edge, Marvel vs. Capcom 2: New Age of Heroes, Marvel vs. Capcom 3: Fate of Two Worlds, Super Gem Fighter: Mini Mix, Super Puzzle Fighter II Turbo, Project X Zone 2, SNK vs. Capcom: The Match of the Millennium, SNK vs. Capcom: Card Fighters Clash, Ultimate Marvel vs. Capcom 3 et dans Onimusha: Soul.

## Conception
Le personnage fut à l'origine envisagé par les producteurs de Capcom et Darkstalkers comme une vampiresse Amérique aux longues jambes. Au début du développement du jeu, l'équipe décida de créer deux personnages féminins, une femme-chat et une vampiresse, devenant ainsi Felicia et Morrigan Aensland. 
De plus, le design de Felicia est vaguement basé sur le poème d’Edward Field de 1967 La malédiction de la Chat-Femme. 
Morrigan était prévue pour être le personnage mignon, et Felicia pour être le personnage sexy. Mais le développement de Morrigan dans le cas d'un succube collait plus à l'image d'une femme séduisante, par conséquent, les rôles des deux personnages ont été inversés.